# 韮崎郵便局
韮崎郵便局（にらさきゆうびんきょく）は山梨県韮崎市にある郵便局。民営化前の分類では集配普通郵便局であった。

## 概要
住所：〒407-8799 山梨県韮崎市中央町5-22

## 沿革
- 1873年（明治6年）6月1日 - 韮崎郵便取扱所として開設[1]。
- 1875年（明治8年）1月1日 - 韮崎郵便局（五等）となる。同年10月、為替取扱を開始。
- 1879年（明治12年）9月 - 貯金取扱を開始。
- 1891年（明治24年）11月16日 - 韮崎郵便電信局となる。
- 1903年（明治36年）4月1日 - 通信官署官制の施行に伴い韮崎郵便局となる。
- 1950年（昭和25年）10月1日 - 特定郵便局から普通郵便局に局種別改定[2]。
- 1950年（昭和25年）11月16日 - 電気通信業務の取扱を、新設の韮崎電報電話局に移管[3]。
- 1956年（昭和31年）11月1日 - 電話通話および和文電報受付事務の取扱を開始。
- 1965年（昭和40年）7月 - 局舎落成。
- 1992年（平成4年）8月3日 - 外国通貨の両替および旅行小切手の売買に関する業務取扱を開始。
- 2003年（平成15年）7月12日 - 下條東割、神山、韮崎旭の各簡易郵便局の一時閉鎖[4]に伴い、取扱事務を承継[5]。
- 2007年（平成19年）10月1日 - 民営化に伴い、併設された郵便事業韮崎支店に一部業務を移管。
- 2009年（平成21年）9月28日 - 郵便事業竜王支店中田（なかだ）集配センター（〒407-0299）の廃止に伴い、韮崎支店が取扱業務を承継。
- 2012年（平成24年）10月1日 - 日本郵便株式会社発足に伴い、郵便事業韮崎支店を韮崎郵便局に統合。

## 取扱内容
- 郵便、印紙、ゆうパック、内容証明
- 貯金、為替、振替、振込、国際送金、国債、投資信託
- 生命保険、バイク自賠責保険、自動車保険、がん保険、引受条件緩和型医療保険
- ゆうちょ銀行ATM
- 「407-00xx」「407-01xx」「407-02xx」区域（韮崎市の全域）の集配業務
- ゆうゆう窓口

## 周辺
- 韮崎市役所
- 韮崎市立韮崎小学校
- ライフガーデンにらさき
- 国道20号
- 釜無川、塩川（共に富士川の支流）

## アクセス
- JR中央本線 韮崎駅から南へ約400m（徒歩約4分）
- 山交タウンコーチ、韮崎市民バス 市民会館入口停留所下車
- 中央自動車道 韮崎ICから南西へ約2.5km
- 駐車場あり：9台